# Klemi Saban
Klemi Saban (hebreiska: קלמי סבן) född 17 februari 1980 i Netanya, Israel, är en före detta professionell fotbollsspelare. Han var back och spelade i slutet i Hapoel Acre. Saban debuterade i det israeliska landslaget 2004.